# Rudolf Jedlička (Mediziner)

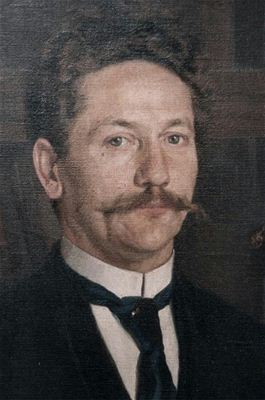
Rudolf Jedlička, vor 1916

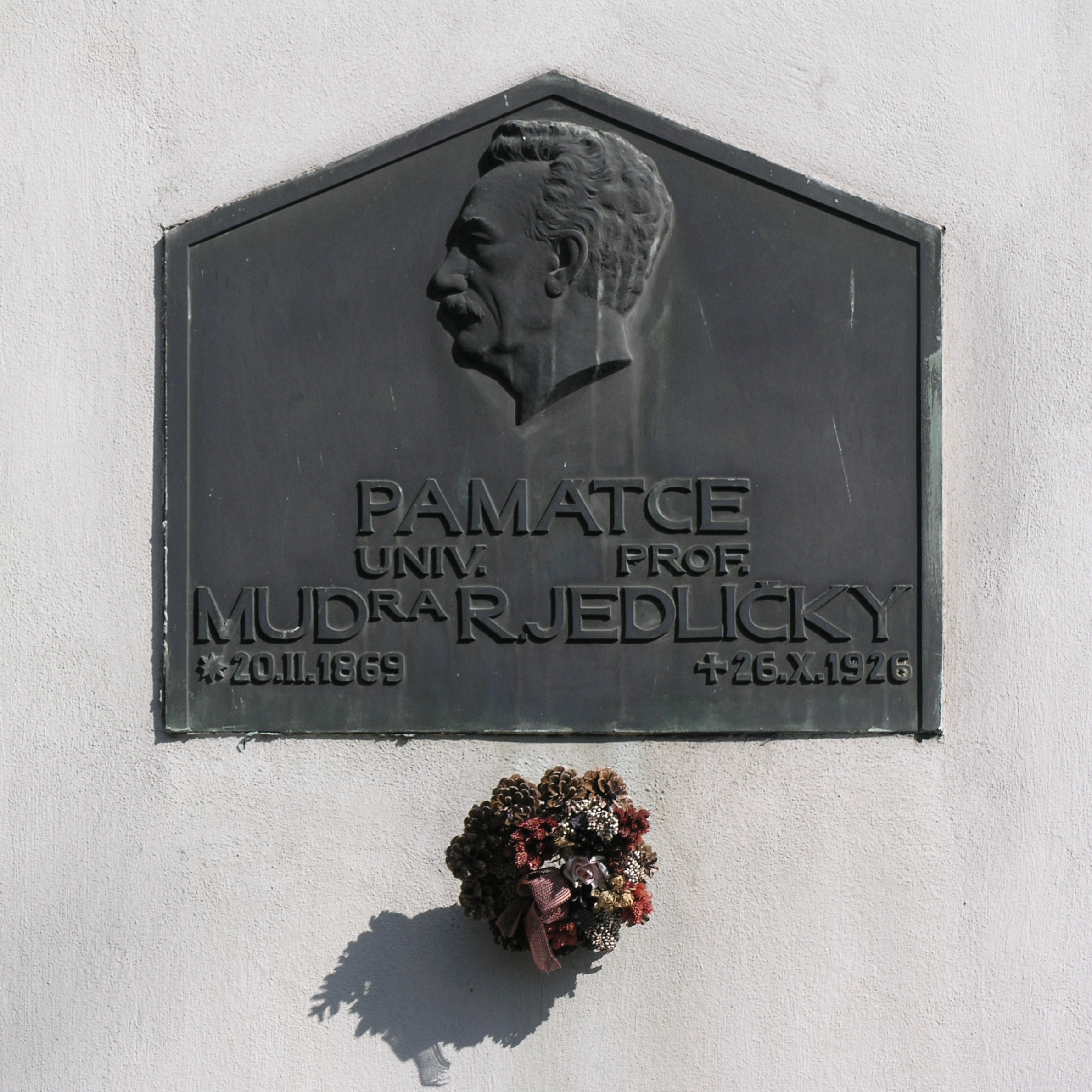
Gedenktafel in Lysá nad Labem

Rudolf Jedlička (* 20. Februar 1869 in Lysá nad Labem; † 26. Oktober 1926 in Harrachov) war tschechischer Arzt, Chirurg, Röntgenologe, Radiologe und Initiator einer Reihe von sozialen Einrichtungen.

## Leben
Rudolf Jedlička, Sohn eines Entbindungsarztes, absolvierte 1892 die medizinische Fakultät in Prag, promovierte 1895, wurde 1898 zum Assistenten an der Maydl Chirurgieklinik und 1901 Dozent an der chirurgischen Klinik der Fakultät. 
Er erlangt Weltruhm als Knochen- und Bauchchirurg. In seinem Beruf als Diagnostiker an der Prager chirurgischen Klinik setzte er nach der Entdeckung der Röntgenstrahlen im Januar 1897 durch, seine Operationen und Diagnosen mit diesem neuen Medium durchzuführen. Daneben propagierte er die Einführung dieser neuen diagnostischen Methode in Böhmen. Für seine ersten Untersuchungen benutzte er noch unvollkommene Apparaten der Physiker Vincent Strouhal und Domalíp. 
Als eines Tages ein Tischler einen Nagel verschlang und in die Chirurgie eingeliefert wurde, konnte dieser nicht vor Ort mittels der veralteten Technik untersucht werden. Der erste Röntgenapparat in Prag befand sich nicht in der Klinik, sondern im Hotel Weißes Pferd (Bílý kůň). Der Hotelbesitzer Cífka beschaffte sich damals ein Röntgengerät als Attraktion für seine Gäste, die darin ihr Skelett bewundern konnten. Jedlička brachte seinen Patienten in das Hotel und erstellte in 1,5 Stunden eine Aufnahme, die die ungewöhnliche Lage des Nagels zeigte. Dieses Bild wurde anschließend zur Durchführung der notwendigen Operation verwendet und war gleichzeitig der erste Nachweis der neuen Untersuchungsmethode in Prag.
In der Klinik wurde im März 1898 ein erstes medizinisches Röntgengerät angeschafft. Am 14. November 1898 erschien der erste Artikel, eine Sammlung von intensiven Erfahrungen Jedličkas mit der neuen Technologie unter dem Titel O skiagrafii a skiaskopii paprsky roentgenovými a jejich diagnostické ceně v chirurgii.
Jedličkas Arbeit und Röntgenogramme wurden 1900 in Paris ausgestellt und brachten ihm weltweite Anerkennung ein. Später machte er sich auch einen Namen bei der Nutzung des Röntgens zur Behandlung von Geschwülsten und neuen Operationstechniken (Resektion des Magens).
1901 habilitierte er als Chirurg über das Thema O subarachnoidálních injekcích. Ein Jahr später fährt er nach Deutschland und kauft aus eigenen Mitteln 20 mg Radiosalz, welches dann durch Unaufmerksamkeit des Personals auf der Müllhalde landet.
Nachdem der Leiter der Klinik Maydl erkrankt, ernennt er Jedlička zu seinem Nachfolger, allerdings gegen Einspruch des Dekans Spina, der den Dozenten Kukula favorisierte. Nach dem Tod Maydls kam es zu Auseinandersetzungen, die auch in der Presse ausgetragen wurden. Schließlich wurde Kukula zum Leiter der Klinik bestimmt.
Jedlička verließ die Unfallklinik und wechselte zur Poliklinik. Hier erreichte er zwar eine Verbesserung der bis dorthin schlechten Situation, allerdings erhielt er keine, für seine Operationen benötigte Bettenzahlen und brachte seine Patienten bei Bekannten oder benachbarten Krankenhäusern unter. 1907 erfolgt die Ernennung zum außerordentlichen und 1921 zum ordentlichen Professor der II. chirurgischen Klinik. 1924 wurde die Professur um das Fach Radiologie und Röntgenologie erweitert. 
Die unbefriedigende Situation löste er 1909 durch den Bau eines eigenen Sanatoriums, das als Vorbild dienen sollte und auch Ärmeren zugänglich sein sollte. Neben chirurgischer Station enthielt dieses 1914 fertiggestellte Sanatorium eine interne Abteilung, Gynäkologie, Röntgenologie, Archiv und Bibliothek. 
Ein Jahr davor. 1913 gründete er in Prag ein Institut für körperlich behinderte Kinder, welches später nach ihm benannt wurde (Jedličkův ústav). Der Wunsch des Gründers war es, Kindern eine fachliche medizinische und erzieherische Pflege zukommen zu lassen, damit diese ein vollwertiges und eigenständiges Leben führen können.
Jedlička starb mit 57 Jahren an Herzinfarkt im Riesengebirge. Noch auf dem Sterbebett heiratete er seine langjährige Freundin, die Krankenschwester Helfertová. Begraben wurde er in Prag auf dem Vyšehrad.

## Sozialmedizinische Verdienste
Bedeutend waren auch seine humanitären und sozialmedizinischen Aktivitäten. 1905 wurden auf seine Initiative der Verein tschechischer Ärzte gegründet, sowie Verein für die Forschung und für die Bekämpfung von Geschwülsten in Böhmen. In der zweiten Institution mit einer bioptischen und experimentellen Station wurden vor allem Arme kostenlos geheilt.
Daneben nahm er an der Ärztemission auf dem Balkan teil, arbeitete in Feldlazaretts und machte sich auch hier einen guten Namen. Von 71 Patienten mit komplizierten und infizierten Frakturen, verlor er nur einen einzigen. Bei insgesamt 1788 Operationen konnten nur 38 Patienten nicht mehr gerettet werden.
Jedlička gründete orthopädische Werkstätten, in denen er mit seinen Erfahrungen aus den Balkankriegen, neue orthopädische Hilfsmittel entwickelte und mit Hilfe von Behinderten bauen ließ.
1911 wird Jedlička zum Vorsitzenden des Vereins für die Erziehung Körperbehinderter gewählt. Er sammelt Geld, schießt eigenes hinzu und kauft ein Haus in der Nähe von Vyšehrad. 1913 wird das nach ihm benannte Institut eröffnet. 

## Veröffentlichungen (Auswahl)
- Eine neue Operationsmethode der Pankreaszysten, Pankreatogastrostomie. In: Rozhledy v. chirurg. a gynaec. Band 1, Heft 3, 1921 (Rezension in: Zentralblatt für Chirurgie. Band 132, 1923).